# Campionati mondiali di sollevamento pesi 2023 - 71 kg femminile
Le gare di sollevamento pesi della categoria fino a 71 kg femminile — pesi massimi leggeri — dei campionati mondiali del 2023 si sono svolte dall'11 al 13 settembre 2023 a Riad presso la Green Hall del Prince Faisal bin Fahad Olympic Complex.

## Programma
L'orario indicato corrisponde a quello saudita (UTC+03:00)
| Data              | Orario | Evento   |
| ----------------- | ------ | -------- |
| 11 settembre 2023 | 09:00  | Gruppo E |
| 11 settembre 2023 | 21:30  | Gruppo D |
| 12 settembre 2023 | 18:30  | Gruppo C |
| 13 settembre 2023 | 11:30  | Gruppo B |
| 13 settembre 2023 | 19:00  | Gruppo A |

## Medagliate
Per ciascun esercizio, le prime tre classificate sono le seguenti:
| Esercizio | Oro          | Oro    | Argento        | Argento | Bronzo         | Bronzo |
| --------- | ------------ | ------ | -------------- | ------- | -------------- | ------ |
| Strappo   | Liao Guifang | 120 kg | Angie Palacios | 117 kg  | Olivia Reeves  | 111 kg |
| Slancio   | Liao Guifang | 153 kg | Olivia Reeves  | 142 kg  | Angie Palacios | 138 kg |
| Totale    | Liao Guifang | 273 kg | Angie Palacios | 255 kg  | Olivia Reeves  | 253 kg |

## Record
Prima di questa competizione, i record mondiali esistenti erano i seguenti:
| Record mondiale | Strappo | Angie Palacios | 121 kg | L'Avana, Cuba         | 14 giugno 2023  |
| Record mondiale | Slancio | Zhang Wangli   | 152 kg | Aşgabat, Turkmenistan | 6 novembre 2018 |
| Record mondiale | Totale  | Liao Guifang   | 268 kg | Jinju, Corea del Sud  | 9 maggio 2023   |

## Risultati
| Pos. | Atleta                           | Gr. | Peso atleta | Strappo (kg) | Strappo (kg) | Strappo (kg) | Strappo (kg) | Slancio (kg) | Slancio (kg) | Slancio (kg) | Slancio (kg) | Totale   |
| Pos. | Atleta                           | Gr. | Peso atleta | 1            | 2            | 3            | Pos.         | 1            | 2            | 3            | Pos.         | Totale   |
| ---- | -------------------------------- | --- | ----------- | ------------ | ------------ | ------------ | ------------ | ------------ | ------------ | ------------ | ------------ | -------- |
|      | Liao Guifang (CHN)               | A   | 70.97       | 115          | 115          | 120          |              | 143          | 149          | 153          |              | 273      |
|      | Angie Palacios (ECU)             | A   | 70.43       | 113          | 113          | 117          |              | 131          | 135          | 138          |              | 255      |
|      | Olivia Reeves (USA)              | A   | 70.93       | 105          | 108          | 111          |              | 133          | 138          | 142          |              | 253      |
| 4    | Neama Said (EGY)                 | A   | 70.97       | 106          | 109          | 110          | 4            | 130          | 135          | 136          | 5            | 246      |
| 5    | Katherine Vibert (USA)           | A   | 70.94       | 107          | 107          | 111          | 8            | 133          | 133          | 137          | 4            | 244      |
| 6    | Sjuzanna Valodz'ka (AIN)         | A   | 70.84       | 104          | 104          | 107          | 9            | 132          | 135          | 138          | 6            | 242      |
| 7    | Mari Sánchez (COL)               | A   | 69.60       | 105          | 108          | 111          | 5            | 128          | 132          | 135          | 7            | 240      |
| 8    | Amanda Schott (BRA)              | A   | 71.00       | 103          | 106          | 108          | 6            | 125          | 130          | 132          | 11           | 238      |
| 9    | Miyareth Mendoza (COL)           | A   | 71.00       | 103          | 106          | 108          | 10           | 124          | 129          | 131          | 9            | 237      |
| 10   | Chen Wen-huei (TPE)              | C   | 70.73       | 99           | 104          | 107          | 11           | 131          | 136          | 136          | 8            | 235      |
| 11   | Phạm Thị Hồng Thanh (VIE)        | B   | 70.76       | 100          | 104          | 107          | 12           | 125          | 125          | 130          | 10           | 234      |
| 12   | Yeniuska Mirabal (CUB)           | C   | 70.98       | 95           | 100          | 102          | 15           | 122          | 127          | 130          | 16           | 229      |
| 13   | Giulia Miserendino (ITA)         | A   | 70.96       | 107          | 110          | 112          | 7            | 122          | 128          | 129          | 23           | 229      |
| 14   | Joy Ogbonne Eze (NGR)            | D   | 71.00       | 100          | 100          | 105          | 17           | 122          | 127          | 132          | 15           | 227      |
| 15   | Runa Segawa (JPN)                | C   | 71.00       | 94           | 94           | 98           | 23           | 123          | 129          | 131          | 12           | 227      |
| 16   | Jessica Jarquín (MEX)            | C   | 70.20       | 95           | 98           | 101          | 22           | 122          | 127          | 130          | 17           | 225      |
| 17   | Eygló Fanndal Sturludóttir (ISL) | B   | 70.71       | 95           | 99           | 102          | 16           | 116          | 120          | 123          | 21           | 225      |
| 18   | Alexis Ashworth (CAN)            | B   | 71.00       | 100          | 103          | 103          | 18           | 125          | 128          | 128          | 19           | 225      |
| 19   | Kristel Macrohon (PHI)           | B   | 70.64       | 97           | 100          | 101          | 28           | 123          | 128          | 128          | 14           | 225      |
| 20   | Miku Ishii (JPN)                 | C   | 71.00       | 98           | 102          | 104          | 14           | 121          | 126          | 126          | 24           | 223      |
| 21   | Mun Min-hee (KOR)                | B   | 67.57       | 95           | 100          | 103          | 19           | 123          | 123          | 128          | 20           | 223      |
| 22   | Diana García (MEX)               | C   | 70.54       | 93           | 93           | 96           | 36           | 123          | 128          | 128          | 13           | 221      |
| 23   | Celia Gold (ISR)                 | C   | 70.25       | 93           | 97           | 100          | 27           | 122          | 127          | 128          | 22           | 219      |
| 24   | Anna Ylisoini (FIN)              | B   | 70.58       | 98           | 101          | 101          | 25           | 114          | 117          | 120          | 28           | 218      |
| 25   | Erin Barton (GBR)                | D   | 70.10       | 89           | 92           | 92           | 37           | 118          | 122          | 125          | 18           | 217      |
| 26   | Zeng Tiantian (CHN)              | B   | 71.00       | 95           | 95           | 95           | 33           | 120          | 120          | 123          | 27           | 215      |
| 27   | Martyna Dołęga (POL)             | D   | 70.96       | 95           | 98           | 98           | 30           | 110          | 118          | 122          | 29           | 213      |
| 28   | Ketty Lent (MRI)                 | E   | 70.12       | 87           | 92           | 96           | 29           | 108          | 114          | 121          | 34           | 210      |
| 29   | Nicole Rubanovich (ISR)          | C   | 70.73       | 95           | 98           | 98           | 31           | 115          | 119          | 120          | 32           | 210      |
| 30   | Daniela Gherman (SWE)            | C   | 67.36       | 95           | 95           | 99           | 32           | 115          | 115          | 115          | 33           | 210      |
| 31   | Lijana Jakaitė (LTU)             | D   | 70.60       | 94           | 97           | 97           | 34           | 114          | 117          | 117          | 35           | 208      |
| 32   | Aino Luostarinen (FIN)           | D   | 69.04       | 87           | 90           | 92           | 38           | 112          | 115          | 115          | 31           | 205      |
| 33   | Chaima Rahmouni (TUN)            | D   | 64.33       | 88           | 90           | 92           | 39           | 110          | 113          | 115          | 37           | 203      |
| 34   | Mahassen Fattouh (LBN)           | E   | 70.08       | 85           | 85           | 90           | 44           | 105          | 110          | 115          | 30           | 200      |
| 35   | Yekaterina Stolyarenko (KAZ)     | E   | 71.00       | 83           | 86           | 88           | 43           | 107          | 111          | 113          | 36           | 199      |
| 36   | Kidaisha López (PUR)             | E   | 69.65       | 87           | 87           | 87           | 42           | 105          | 108          | 110          | 38           | 197      |
| 37   | Rkia Sabihi (MAR)                | E   | 70.98       | 84           | 88           | 88           | 40           | 105          | 110          | 112          | 41           | 193      |
| 38   | Nadezhda Li (KAZ)                | E   | 71.00       | 83           | 87           | 87           | 41           | 105          | 105          | 105          | 42           | 192      |
| 39   | Gombosürengiin Enerel (MGL)      | E   | 70.91       | 83           | 83           | 86           | 45           | 108          | 111          | 112          | 39           | 191      |
| 40   | Gillian Barry (IRL)              | E   | 69.68       | 80           | 80           | 83           | 46           | 102          | 105          | 107          | 40           | 187      |
| 41   | Rachael Enock (KEN)              | E   | 69.26       | 70           | 74           | 77           | 47           | 80           | 85           | 88           | 44           | 162      |
| 42   | Mai Al-Madani (UAE)              | E   | 69.18       | 70           | 71           | 73           | 48           | 85           | 88           | 88           | 43           | 158      |
| —    | Vanessa Sarno (PHI)              | B   | 70.46       | 100          | 100          | 104          | 20           | —            | —            | —            | —            | —        |
| —    | Lisa Schweizer (DEU)             | B   | 70.94       | 103          | 103          | 105          | 13           | 121          | 121          | 122          | —            | —        |
| —    | Nuray Güngör (TUR)               | B   | 71.00       | 100          | 100          | 101          | —            | 118          | 121          | 124          | 25           | —        |
| —    | Sarah Davies (GBR)               | B   | 70.90       | 98           | 101          | 101          | 24           | 124          | 125          | 125          | —            | —        |
| —    | Laura Peinado (VEN)              | C   | 70.96       | 95           | 99           | 99           | 21           | 115          | 115          | 115          | —            | —        |
| —    | Restu Anggi (INA)                | D   | 68.63       | 90           | 90           | 90           | —            | 115          | 115          | 120          | 26           | —        |
| —    | Jacqueline Nichele (AUS)         | D   | 70.20       | 91           | 94           | 97           | 26           | 121          | 121          | 121          | —            | —        |
| —    | Sarah Cochrane (AUS)             | D   | 69.28       | 94           | 98           | 99           | 35           | 118          | 118          | —            | —            | —        |
| —    | Monika Marach (POL)              | E   | 69.11       | —            | —            | —            | —            | —            | —            | —            | —            | —        |
| —    | Loredana Toma (ROU)              | E   | 67.14       | —            | —            | —            | —            | —            | —            | —            | —            | —        |
| —    | Maximina Uepa (NRU)              | E   | 70.80       | —            | —            | —            | —            | —            | —            | —            | —            | —        |
| —    | Line Ravn Gude (DNK)             | D   | ritirata    | ritirata     | ritirata     | ritirata     | ritirata     | ritirata     | ritirata     | ritirata     | ritirata     | ritirata |
| —    | Megan Trupp (CAN)                | D   | ritirata    | ritirata     | ritirata     | ritirata     | ritirata     | ritirata     | ritirata     | ritirata     | ritirata     | ritirata |
| —    | Ilia Hernández (ESP)             | E   | ritirata    | ritirata     | ritirata     | ritirata     | ritirata     | ritirata     | ritirata     | ritirata     | ritirata     | ritirata |